# Pax (godis)

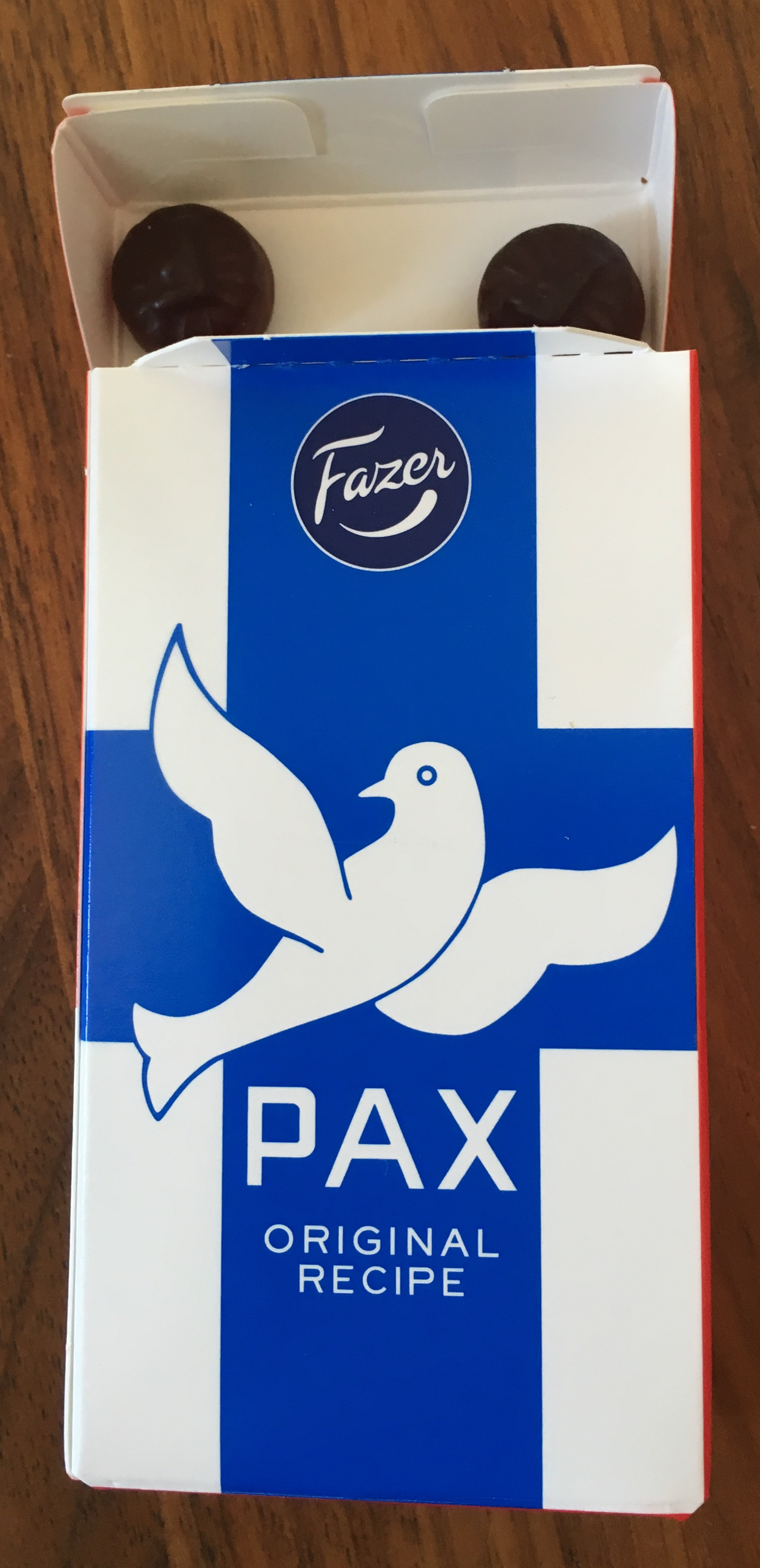

Pax är ett godis (halstablett) lanserat av Fazer efter kriget (1947).
Tillverkning av Pax upphörde 1991, men den återupptogs till 90-årsjubileet av det självständiga Finland 2007, med originalreceptet. Den med en duva dekorerade tabletten kallas även "fredspastillen". Smaken kommer av en bestämd örtblandning och av lakritsextrakt.  En i Finland välbekant reklamdänga från 1960-talet var "Ota Pax, ota Pax, ota Fazerin Paxia kaks'." 